# Arctostaphylos glutinosa
Arctostaphylos glutinosa là một loài thực vật có hoa trong họ Thạch nam. Loài này được B.Schreib. mô tả khoa học đầu tiên năm 1940.